# Мориока, Эйдзи
Э́йдзи Морио́ка (яп. 森岡 栄治; 8 июня 1946, Осака — 9 ноября 2004, Каваниси) — японский боксёр легчайшей весовой категории, выступал за сборную Японии в конце 1960-х годов. Бронзовый призёр летних Олимпийских игр в Мехико, участник многих международных турниров и национальных первенств. В период 1969—1970 боксировал на профессиональном уровне, но без особых достижений. Также известен как спортивный функционер и тренер.

## Биография
Эйдзи Мориока родился 8 июня 1946 года в городе Осака, в районе Тайсё-ку. Уже в школьные годы начал участвовать в юниорских соревнованиях по боксу, а в 1965 году впервые стал чемпионом Японии среди любителей (впоследствии повторил это достижение ещё трижды). Благодаря череде удачных выступлений удостоился права защищать честь страны на летних Олимпийских играх 1968 года в Мехико — сумел дойти здесь до стадии полуфиналов, после чего единогласным решением судей проиграл советскому боксёру Валериану Соколову. Получив бронзовую олимпийскую медаль, Мориока решил попробовать себя среди профессионалов и покинул сборную (любительский рекорд: 138-10).
Его профессиональный дебют состоялся в апреле 1969 года, своего первого соперника он нокаутировал уже во втором раунде. В июле 1970 года боролся за титул чемпиона Японии в легчайшем весе, но действующий чемпион Синтаро Утияма оказался сильнее — все три судьи отдали победу ему. Вскоре Мориока вынужден был завершить карьеру спортсмена, поскольку врачи диагностировали ему отслоение сетчатки глаза, и участие в дальнейших соревнованиях могло привести к полной потере зрения. Всего в профессиональном боксе он провёл 10 боёв, из них 6 выиграл (в том числе 3 досрочно), 4 раза проиграл.
После завершения карьеры в боксе Эйдзи Мориока работал спортивным чиновником, в частности, в период 1998—2000 был делегатом Боксёрской комиссии Западной Японии. Затем открыл свой собственный боксёрский зал в посёлке Каваниси, префектура Хёго — подготовил там многих талантливых бойцов. Умер 9 ноября 2004 года от рака пищевода. Его племянник Тосиюки Мориока снял художественный фильм «Слёзы котёнка», основанный на биографии дяди — по сюжету жизнь боксёра показана взглядом его дочери Хируко.